# Marcela Ríos (Sängerin)
Marcela Ríos, bürgerlicher Name Marcela Noemí Estéfano (* 9. September 1967 in Buenos Aires), ist eine argentinische Sängerin.

## Leben
Unter dem Namen Noemí Marcela debütierte Ríos 1979 mit populären Songs im Chacarita Juniors Club. Als ihr Manager fungierte "El Negro" Luis Mela, der ehemalige Agent und Moderator des Orchesters Osvaldo Puglieses. Sie studierte dann Musik mit einem Abschluss als Gitarrenlehrerin und danach Gesang bei Rubén de Alvarado und Horacio Soutric.  Berater für ihr Repertoire war der Musikpädagoge, Pianist und Komponist Dante Gilardoni. Im Fernsehen und Radio trat sie mit Folksongs auf.
Zwischen 1988 und 1991 war sie häufiger Gast der Sendung Grandes valores del tango. Zugleich trat sie als Mitglied des Orchesters von José Colángelo neben Musikern wie  Ernesto Baffa und Roberto Achával im El Viejo Almacén, später auch im El Rincón de los Artistas, im Castello Vechio und im Vos Tango auf. Nach der Trennung von Colángelo unternahm sie, nun unter dem Namen Marcela Ríos, eine große Tournee durch Süd- und Nordamerika, Spanien, Portugal und Frankreich.
Die Stadt Mar del Plata zeichnete 1995 sie, den Komiker Juan Verdaguer und den Sänger Jorge Sobral mit dem Preis Estrella de Mar für die beste musikalische Show aus. Sie wurde dann in die Show Forever Tango in den USA eingeladen und trat in San Francisco mit Jorge Sobral und dem Tänzerduo Mayoral y Elsa María auf. Daneben begann sie eine Laufbahn als Opernsängerin und trat u. a. 1999 bei der Premiere des Musicals Evita am Teatro Astral auf. 2002 kehrte sie mit dem  Orquesta Nacional de Música Argentina «Juan de Dios Filiberto» unter Leitung von Atilio Stampone zum Tango zurück und gastierte in Homero Manzis Lokal La Esquina.